# Чифликът на чучулигите
„Чифликът на чучулигите“ е игрален филм (драма) от 2007 година, копродукция на Италия, България, Франция и Испания по сценарий и режисура на Виторио Тавиани и Паоло Тавиани. Оператор е Джузепе Ланчи. Създаден е по романа на Антония Арслан. Музиката във филма е композирана от Джулиано Тавиани.

## Производство
Снима се в България. Оригиналният език е италиански.

## Актьорски състав
- Стефан Данаилов – председателят на военния съд
- Христо Живков
- Христо Шопов
- Ицхак Финци
- Мария Статулова
- Пас Вега
- Чеки Карио
- Юлиан Вергов
- Анхела Молина
- Линда Батиста
- Андре Дюсолие
- Мариус Донкин - д-р Киркор
- Асен Блатечки
- Валентин Ганев
- Христо Мутафчиев – заптие
- Елена Райнова - Зиа Хасмиг
- Георги Новаков